# فلیکس کولوف
فلیکس کولوف (انگلیسی: Felix Kulov؛ زادهٔ ۱۰ اکتبر ۱۹۴۸) یک سیاست‌مدار اهل قرقیزستان است.وی از اوت ۲۰۰۵ تا ژانویه ۲۰۰۷ نخست‌وزیر این کشور بود.